# Vụ án Louis Holdings thao túng thị trường chứng khoán
Vụ án Louis Holdings là vụ chủ tịch hội đồng quản trị Công ty cổ phần Louis Holdings và tổng giám đốc Công ty cổ phần chứng khoán Trí Việt (mã TVB), chủ tịch hội đồng quản trị Công ty chứng khoán Trí Việt - cùng 5 bị cáo khác bị đưa ra xét xử về tội thao túng thị trường chứng khoán.

## Diễn tiến
Từ năm 2020 đến cuối năm 2021, ông Đỗ Thành Nhân mua lại Công ty CP Đầu tư và Phát triển Công nghiệp Bảo Thư - doanh nghiệp có nguy cơ bị huỷ niêm yết mã chứng khoán, đổi tên thành Công ty Louis Land (mã cổ phiếu BII). Ông Nhân sau đó mua thêm Công ty Đầu tư và Xây dựng Trường Giang, đổi tên thành Công ty Louis Capital (mã cổ phiếu TGG). Từ đây, ông tạo ra hệ sinh thái Louis Holdings.
Sau đó ông Nhân và ông Ðỗ Ðức Nam (Tổng giám đốc Công ty Chứng khoán Trí Việt) lên kế hoạch thao túng thị trường chứng khoán đối với cổ phiếu mã BII và TGG nhằm thu lợi bất chính. Ông Nhân nhờ người thân, nhân viên mở hàng loạt tài khoản tại Công ty CP chứng khoán Trí Việt. Nguồn tiền để thực hiện mua bán, ông Nam đề xuất và được Phạm Thanh Tùng đồng ý để Công ty CP Tập đoàn quản lý tài sản Trí Việt cho ông Nhân vay hơn 748 tỉ đồng. Rồi ông Đỗ Đức Nam chỉ đạo cho nhân viên thao tác mua, bán nội bộ, mua bán chéo, mua bán thỏa thuận..., tạo cung cầu giả tạo... với số lượng lớn để "thổi giá" cổ phiếu BII, TGG lên cao gấp 42 lần. Ðể thu hút nhà đầu tư tham gia mua 2 mã cổ phiếu, bị cáo Nhân còn lập nhóm Facebook "Louis Family" với hơn 10.000 thành viên. Hành vi thao túng chứng khoán của ông Nhân và đồng phạm bị xác định đã thu lợi bất chính hơn 154 tỷ đồng, theo cáo trạng.
Trong 154 tỉ đồng thu lời bất chính, Đỗ Thành Nhân sử dụng hơn 14 tỉ đồng trả lãi vay cho Công ty CP Tập đoàn Quản lý tài sản Trí Việt.
Bản thân Đỗ Đức Nam được ông Nhân trả cho 500 triệu đồng lãi vay ngoài hợp đồng và thu phí hoa hồng bất hợp pháp hơn 1,6 tỷ đồng.

## Vụ án
Ngày 20-4-2023, Cơ quan cảnh sát điều tra Bộ Công an đã ra quyết định khởi tố vụ án "thao túng thị trường chứng khoán" xảy ra tại Công ty CP chứng khoán Trí Việt (Trí Việt), Công ty CP Louis Holdings, Công ty CP Louis Capital, Công ty CP Louis Land và các đơn vị liên quan.
Ngày 8.5.2023, Ông Đỗ Thành Nhân, Chủ tịch Louis Holdings bị xét xử tại Tòa án Nhân dân Hà Nội trong vụ án thao túng thị trường chứng khoán, thu lợi hơn 152 tỷ đồng. 
Cùng tội danh và khung truy tố, 3 bị cáo khác cũng thuộc Louis Holdings: Vũ Ngọc Long (cựu Tổng giám đốc Louis Holding), Trịnh Thị Thúy Linh (Giám đốc hành chính Louis Holding) và Ngô Ngọc Vũ (Tổng giám đốc Công ty CP Louis Capital) và 4 bị cáo của Công ty CP Chứng khoán Trí Việt: Phạm Thanh Tùng (Chủ tịch HĐQT Công ty Chứng khoán Trí Việt), Đỗ Đức Nam (Tổng giám đốc Công ty Chứng khoán Trí Việt); Lê Thị Thu Hương (Phó tổng giám đốc Chứng khoán Trí Việt) và Lê Thị Thùy Liên (nhân viên dịch vụ tài chính Chứng khoán Trí Việt).
Theo Kết luận giám định của UBCKNN, nhóm tài khoản giao dịch của Nhân và 17 tài khoản liên quan đã thực hiện các hành vi: Sử dụng nhiều tài khoản giao dịch liên tục mua, bán cổ phiếu BII, TGG tạo ra cung, cầu giả tạo; Liên tục mua cổ phiếu BII, TGG với khối lượng chi phối vào thời điểm đóng cửa thị trường, tạo ra mức giá đóng cửa mới cho hai mã chứng khoán này.

### Phán quyết
TAND Hà Nội công bố chiều 12/5, sau 5 ngày xét xử:
- Ông Đỗ Thành Nhân lãnh án 5 năm 6 tháng tù.

Cùng bị truy tố tội Thao túng thị trường chứng khoán, 7 đồng phạm của ông Nhân gồm: 
- Phạm Thanh Tùng bị phạt 3 năm tù treo, được trả tự do ngay tại toà.
- Đỗ Đức Nam 4 năm
- Lê Thị Thu Hương 15 tháng
- Lê Thị Thùy Liên và Trịnh Thị Thúy Linh cùng bị phạt 12 tháng 22 ngày tù, bằng thời gian tạm giam, được trả tự do tại toà
- Vũ Ngọc Long và Ngô Thục Vũ cùng bị phạt 6 tháng tù.

Ngoài án tù, toà tuyên cấm các bị cáo làm việc trong lĩnh vực chứng khoán, tài chính một năm sau khi chấp hành xong án tù.
Về dân sự, toà tuyên thu hồi 154 tỷ đồng là thiệt hại vụ án, để sung công quỹ Nhà nước. Cụ thể, công ty quản lý tài sản Trí Việt đã khắc phục đủ 14 tỷ đồng. Ông Nhân và Louis Holdings phải nộp 140 tỷ đồng.

## Louis Holdings
Năm 2021, Công ty cổ phần Louis Holdings nổi lên khi từ một công ty gạo lại đứng ra thâu tóm nhiều doanh nghiệp đa ngành, tạo dựng hệ sinh thái "họ Louis". Chỉ trong một năm, doanh nghiệp của ông Đỗ Thành Nhân đã trở thành cổ đông lớn của 5 đơn vị gồm Công ty cổ phần Louis Capital (TGG), Công ty cổ phần Louis Land (BII), Công ty cổ phần Dược Lâm Đồng (Ladophar - LDP), Công ty cổ phần Xuất nhập khẩu An Giang (Angimex - AGM) và Công ty cổ phần Sametel (SMT).
Giữa tháng 3 năm 2023, Ủy ban Chứng khoán nhà nước ban hành quyết định xử phạt hành chính Louis Holdings hơn 161,2 triệu đồng và áp dụng hình phạt bổ sung đình chỉ hoạt động giao dịch chứng khoán trong 2 tháng. Nguyên nhân là doanh nghiệp này đã giao dịch cổ phiếu TGG của Công ty cổ phần Louis Capital vượt quá giá trị đăng ký. Theo đó, ngày 11-11-2021, Louis Holdings của ông Đỗ Thành Nhân đăng ký giao dịch mua 3,6 triệu cổ phiếu TGG. Tuy nhiên, doanh nghiệp này đã mua hơn 4,6 triệu cổ phiếu, vượt hơn 1 triệu cổ phiếu so với đăng ký.,

### Louis Capital
Đầu năm 2023, Louis Capital thuộc hệ sinh thái "họ Louis", cũng bị phạt 232,5 triệu đồng với nhiều lỗi như vi phạm công bố thông tin, không đảm bảo cơ cấu và số thành viên hội đồng quản trị độc lập, không bổ nhiệm người phụ trách quản trị công ty theo quy định…
Ngày 22/03, CTCP Louis Capital (HOSE: TGG) đã đổi tên thành CTCP The Golden Group,  thay đổi trụ sở chính công ty.

## Chứng khoán Trí Việt
Sau khi ông Phạm Thanh Tùng, chủ tịch hội đồng quản trị chứng khoán Trí Việt, bị khởi tố về tội danh "thao túng chứng khoán", Bà Nguyễn Thị Hằng - giám đốc điều hành Công ty cổ phần Tập đoàn quản lý tài sản Trí Việt – cho biết, vụ việc liên quan đến ông Tùng là trách nhiệm cá nhân. Ông Phạm Thanh Tùng mới ngồi vào ghế chủ tịch nhiệm kỳ 2022 - 2024 của Chứng khoán Trí Việt vào đầu tháng 12.2022. Lúc đang giữ chức phó chủ tịch Chứng khoán Trí Việt) đã đăng ký bán 2 triệu cổ phiếu TVB. Thời gian dự kiến thực hiện giao dịch từ ngày 29-11 đến ngày 18-12-2022, với mục đích đáp ứng nhu cầu tài chính cá nhân.
Hồi cuối tháng 1 năm 2023, Công ty chứng khoán Trí Việt (TVB, do bị can Đỗ Đức Nam làm tổng giám đốc) cũng bị Ủy ban Chứng khoán Nhà nước ra quyết định phạt tổng cộng 310 triệu đồng và đình chỉ dịch vụ ứng trước tiền bán trong hai tháng vì vi phạm nhiều lỗi.